# Liga Colombiana de Fútbol Sala
Il campionato colombiano di calcio a 5, detto anche Liga Colombiana de Fútbol Sala, è la massima competizione colombiana di calcio a 5 organizzata dalla FCF.

## Storia
Il massimo campionato colombiano viene disputato dal 2011, anno in cui venne realizzata una fase finale a 12 formazioni. Col passare degli anni è aumentato sempre di più il numero delle partecipanti, fino ad arrivare a un totale di 32 squadre

## Albo d'oro
| Stagione | Torneo        | N° squadre                                                 | Campione                                                   | Finalista                                                  |
| -------- | ------------- | ---------------------------------------------------------- | ---------------------------------------------------------- | ---------------------------------------------------------- |
| 2011     | Apertura      | 12                                                         | Deportivo Lyon (1)                                         | UniAutonoma                                                |
| 2011     | Clausura      | 12                                                         | Deportivo Lineal (1)                                       | Deportivo Meta                                             |
| 2012     | Apertura      | ?                                                          | Águilas Doradas (1)                                        | Deportivo Lyon                                             |
| 2012     | Clausura      | ?                                                          | Atlético Huila (1)                                         | Deportivo Sanpas                                           |
| 2013     | Apertura      | ?                                                          | Águilas Doradas (2)                                        | Deportivo Lyon                                             |
| 2013     | Clausura      | ?                                                          | Rionegro (1)                                               | Águilas Doradas                                            |
| 2014     | Apertura      | ?                                                          | Deportivo Meta (1)                                         | Real Bucaramanga                                           |
| 2014     | Clausura      | ?                                                          | Real Bucaramanga (1)                                       | Cóndor                                                     |
| 2015     | Apertura      | 20                                                         | Real Bucaramanga (2)                                       | Águilas Doradas                                            |
| 2015     | Clausura      | 18                                                         | Rionegro (2)                                               | Deportivo Lyon                                             |
| 2016     | Apertura      | 20                                                         | Real Antioquia (1)                                         | Deportivo Lyon                                             |
| 2016     | Clausura      | 20                                                         | Real Bucaramanga (3)                                       | Atlético Dorada                                            |
| 2017     | Apertura      | 24                                                         | Real Antioquia (2)                                         | Alianza Platanera                                          |
| 2017     | Clausura      | 24                                                         | Leones de Nariño (1)                                       | Real Antioquia                                             |
| 2018     | Apertura      | 20                                                         | Alianza Platanera (1)                                      | Itagüí Leones                                              |
| 2018     | Clausura      | 20                                                         | Alianza Platanera (2)                                      | Leones de Nariño                                           |
| 2019     | Liga Nacional | 30                                                         | Alianza Platanera (3)                                      | Universidad de Manizales                                   |
| 2020     | Liga Nacional | Cancellato a causa della pandemia di COVID-19 in Colombia. | Cancellato a causa della pandemia di COVID-19 in Colombia. | Cancellato a causa della pandemia di COVID-19 in Colombia. |
| 2021     | Liga Nacional | 24                                                         | Deportivo Meta (2)                                         | ICSIN                                                      |
| 2022     | Apertura      | 32                                                         | Real Antioquia (3)                                         | Sabaneros                                                  |
| 2022     | Clausura      | 32                                                         | Leones de Nariño (2)                                       | Estrellas del Deporte                                      |